# Rusze–Kaszpicsan-vasútvonal
A Rusze–Kaszpicsan-vasútvonal normál nyomtávolságú, villamosított vasútvonal Bulgáriában Rusze és a vasúti csomópont Kaszpicsan között. 

## Történelem
A Rusze–Kaszpicsan szakaszt 1866. november 7-én adták át a Rusze–Várna vasútvonal részeként. Jelentőségét az adta, hogy a két kikötőváros között jelentősen lerövidítette a korábban a Duna-deltán át vezető kereskedelmi utat. Egy 1864-es döntés alapján egy brit konzorcium építette, melynek William Gladstone brit politikus, valamint a Barkley fivérek építőmérnöki cége is tagja volt. Ez volt az első vasútvonal az Oszmán Birodalom és egyben a mai Bulgária területén. Ennek állít emléket a ruszei Nemzeti Közlekedési Múzeum az ország első vasútállomásán, mely már nem a fővonalon fekszik: a Duna híd 1954-es átadásához kapcsolódóan a nyomvonalat áthelyezték, és megépült az új Rusze vasútállomás. 

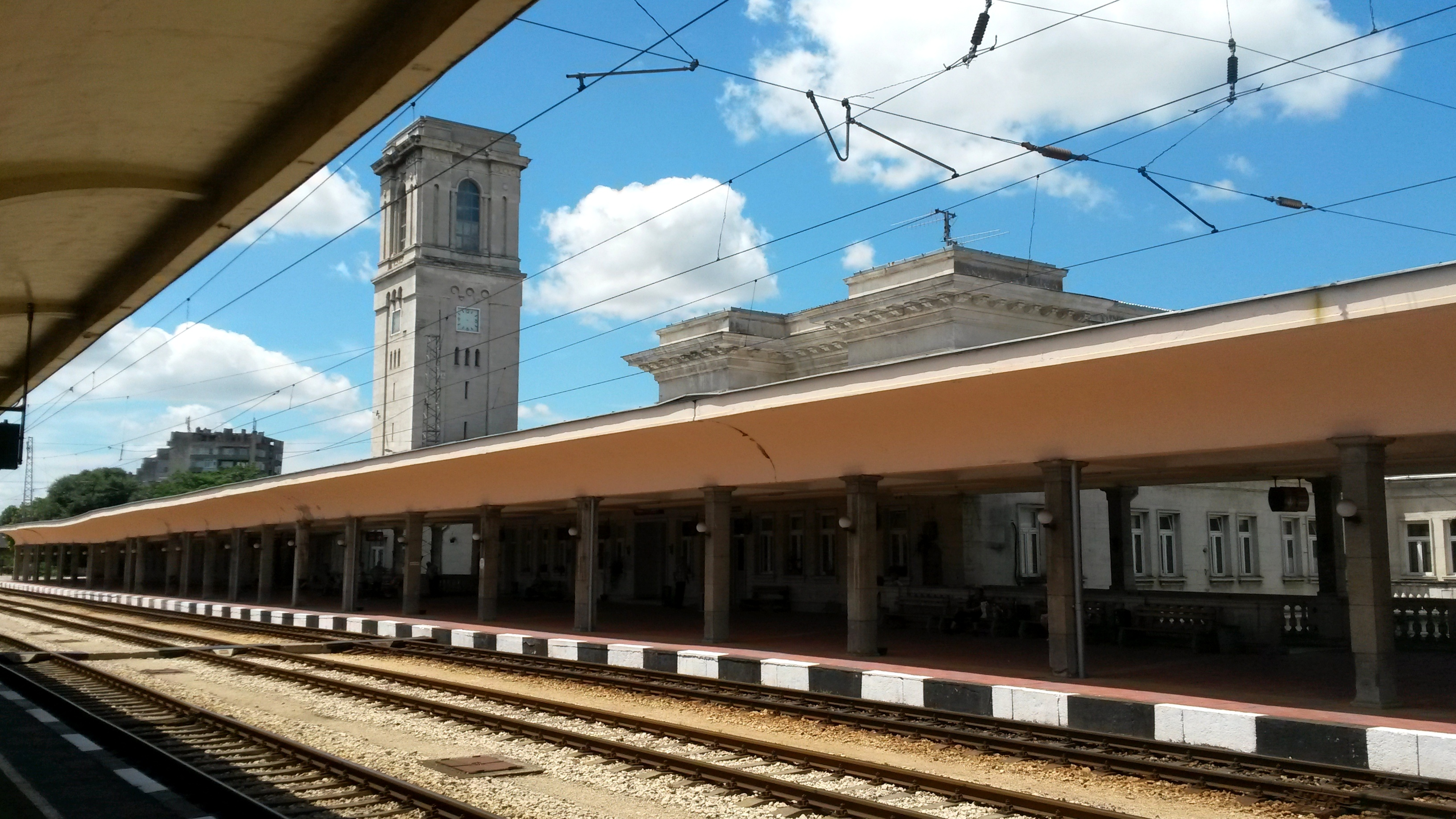
A mai, 1955-ben átadott Rusze vasútállomás

A vasútvonal eredeti célja a Közép-Európa és Konstantinápoly közötti út lerövidítése volt, a Duna északkeletre forduló alsó folyásának kihagyásával, gazdasági megalapozottságát azonban hamar elvesztette a dunai kikötők fejlesztése és a közvetlen Bécs–Konstantinápoly vasútvonal megépítésének bejelentése következtében. 1883-ban az angolok nyomást gyakoroltak Bulgáriára a vasútvonalra szóló vételi kötelezettség érvényesítése érdekében; Dragan Cankov miniszterelnök végül bele is egyezett, hogy 50 millió frankot fizessenek érte. Ezt azonban a konzervatívok és a liberálisok is élénken ellenezték, és az 1884-es választások egyik fő témájává vált, végsősoron Cankov bukásához vezetve. Az utódja, Petko Karavelov által beterjesztett 1885-ös vasúti törvény értelmében az állam teljesen átvette a vasút fejlesztését és működtetését, ezzel létrejött a Bolgár Államvasutak. A Rusze–Várna vonalat végül 1888. augusztus 10-én vásárolta ki az állam a britektől.

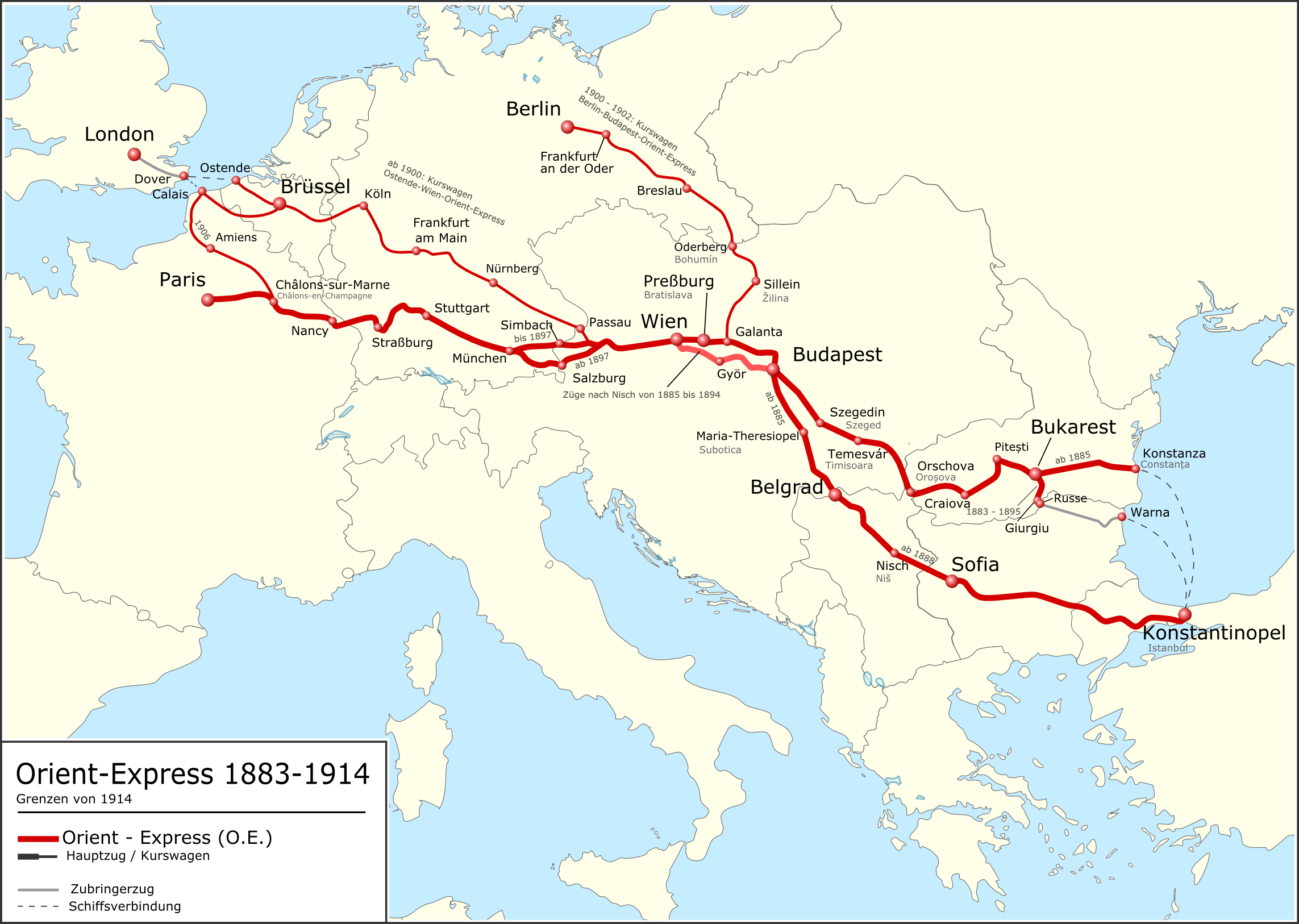
Az Orient expressz útvonalváltozatai 1883 és 1914 között

A kezdeti időszakban, 1883 és 1888 között ezen a vonalon közlekedett az Orient expressz Bukarest felől (Gyurgyevó és Rusze között az utasoknak komppal kellett átkelni a Dunán, a túlparton egy másik szerelvényre átszállva); Várnától – vasútvonal hiányában – hajón kellett továbbutazni. 1889-től, a Belgrád–Szófia–Konstantinápoly vasúti kapcsolat kiépülését követően ezt a szerepét elvesztette.